# Code opération
En informatique, un code opération (en anglais, opcode,, operation code, machine code, instruction code, instruction syllable,,,, instruction parcel ou opstring,) est la partie d'une instruction en langage machine qui spécifie l'opération à effectuer.
Outre le code opération lui-même, la plupart des instructions précise également les données qu'elles vont traiter, sous forme d'opérandes.
En plus des codes opérations utilisés dans les jeux d'instructions de diverses unités centrales de traitement, qui sont des dispositifs matériels, ils peuvent également être utilisés dans les bytecodes de machines virtuelles.

## Vue d'ensemble
Les spécifications et le format des codes opérations sont définis dans le jeu d'instructions du processeur en question, qui peut être une unité centrale de traitement (UCT ou CPU en anglais) ou une unité de traitement spécialisée (comme un processeur graphique ou GPU) . Les codes opérations pour un jeu d'instructions donné peuvent être décrits à l'aide d'une table de codes opérations détaillant toutes les valeurs de codes opérations possibles. Outre le code opération lui-même, une instruction comporte normalement aussi un ou plusieurs spécificateurs d'opérandes (c'est-à-dire de données) sur lesquels l'opération doit agir, bien que certaines opérations puissent avoir des opérandes implicites, voire aucun opérande.
Certains jeux d'instructions ont des champs de longueurs uniformes pour les codes opérations et les opérandes, alors que d'autres (l'architecture x86 par exemple) ont une structure plus compliquée, avec des champs de longueurs variables,. Les jeux d'instructions peuvent être étendus par l'utilisation de préfixes au code opération qui ajoutent un sous-ensemble de nouvelles instructions composées de codes opérations existants suivant des séquences d'octets réservées.
Selon l'architecture, les opérandes peuvent être des registres de processeur, des valeurs dans la pile d'exécution, des adresses de mémoire vive, des ports d'entrées-sorties, etc. spécifiés et accessibles en utilisant des modes d'adressage plus ou moins complexes. Les types d'opérations comprennent les opérations arithmétiques, les opérations logiques, la manipulation de bits, la copie de données et le contrôle de programme, ainsi que des instructions spéciales (telles que l'instruction CPUID, qui permet de connaître certaines caractéristiques du processeur).
Le langage assembleur, ou simplement l'assembleur, est un langage de programmation de bas niveau, qui utilise des mnémoniques (pour les codes opérations et les opérandes) pour représenter le code machine, ce qui améliore la lisibilité tout en donnant un contrôle précis sur les instructions. La plupart des programmes sont aujourd'hui réalisés à l'aide de langages de programmation de haut niveau, qui sont plus faciles à lire et à écrire. Ces langages doivent être compilés (traduits en langage assembleur), ou exécutés par des interpréteurs.

## Jeux d'instructions pour les logiciels
Les codes opérations sont aussi utilisés dans les bytecodes et autres représentations destinées à un interpréteur de logiciel plutôt qu'à un dispositif matériel. Ces jeux d'instructions destinés à des logiciels utilisent souvent des types de données et des opérations de niveau légèrement supérieur à la plupart des équivalents matériels, mais sont néanmoins construits selon des principes similaires. Les exemples incluent le bytecode trouvé dans les fichiers de classe Java qui sont ensuite interprétés par la machine virtuelle Java, le bytecode utilisé dans GNU Emacs pour le code Lisp compilé, le Common Intermediate Language .NET, et bien d'autres.